# Csonka Bence
Csonka Bence (Békéscsaba, 1992.  március 13. - )  magyar labdarúgó-játékvezető, jogász

## Civil foglalkozása
2015-től dolgozik a Békés Megyei Főügyészségen.

## Játékvezetőként
Édesapja, Csonka János, 1983 óta játékvezető. Bence a játékvezetői vizsgáját 2007-ben tette le Békéscsabán. 2011-ben NB III-as játékvezetői keretbe került, 2017. őszétől NB II-es kerettag.
Az NB III-ban 85, az NB II-ben 79 mérkőzést vezetett, majd az NB I-ben alapvonali bíróként 19 bajnoki mérkőzésen asszisztált. NB II-es játékvezetőként lehetőséget kapott, hogy az NB I-ben is mérkőzést vezessen.
2019. augusztus 24-én debütált az élvonalban, a Paks FC - MOL Fehérvár mérkőzésen.
Élvonalbeli mérkőzéseinek száma (2024.12.17-ig): 39.

## Nemzetközi játékvezetés
Az MLSZ elnöksége 2024-től nemzetközi, FIFA keretbe jelölte.
2024. szeptember 3-6.  között részt vett az UEFA  “CORE International Consolidation Course” képzésén Káprály Mihállyal